# Ruines romaines de Thénac
Les ruines romaines de Thénac sont des vestiges de l'Antiquité romaine érigés à Thénac (Charente-Maritime). Elles font l’objet d’un classement au titre des monuments historiques par arrêté du 2 mai 1912.
Selon ce classement, sont répertoriés d'une part les ruines, colonnes, thermes et pierres couchées, d'autre part le théâtre romain, dont le diamètre est de 90 m.

## Situation
Le théâtre est situé le long de la voie romaine qui reliait Mediolanum à Burdigala, sur de nombreuses diaclases d'un banc crétacé.

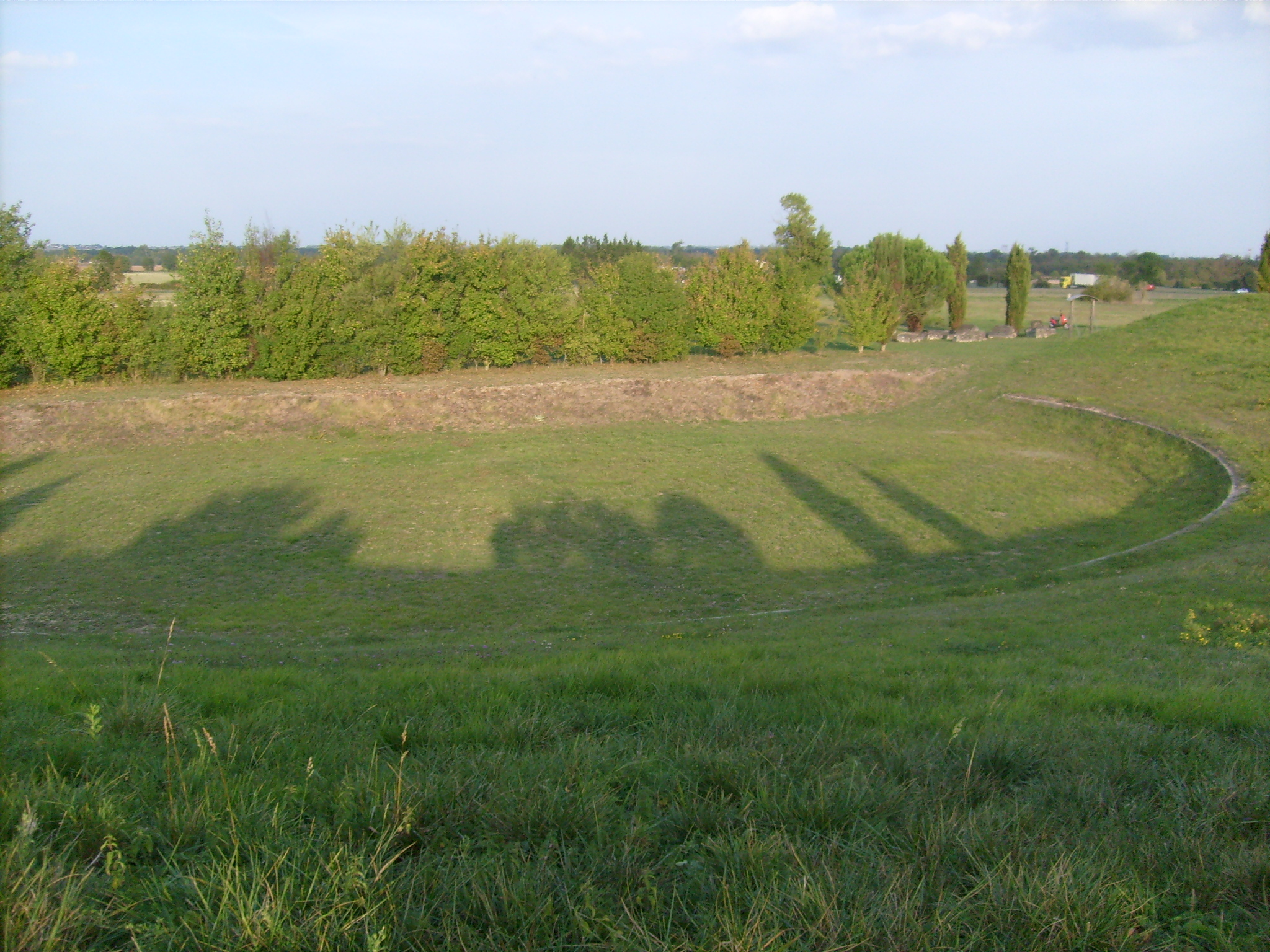
Le théâtre romain, depuis le sommet des gradins.
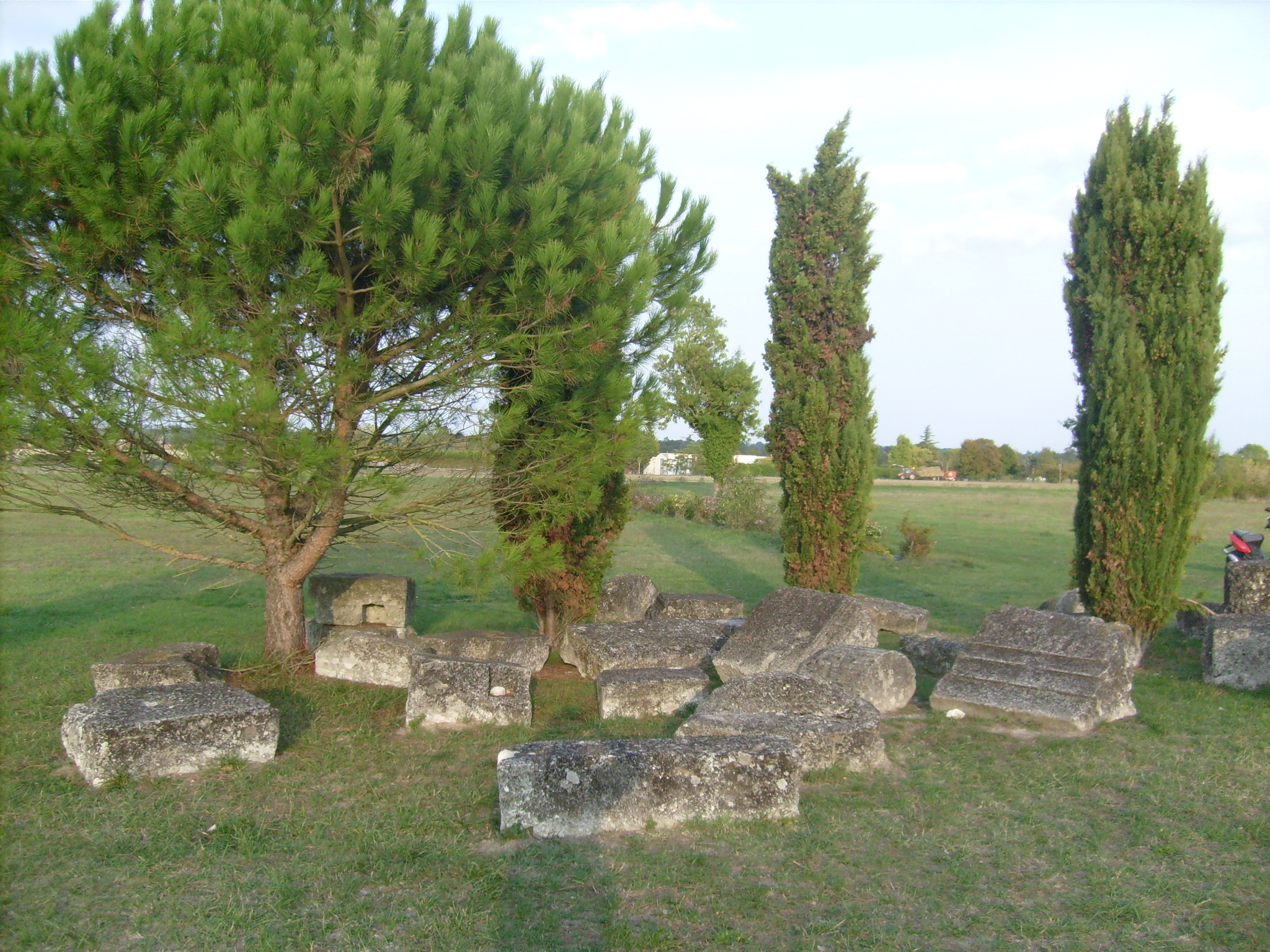
Ruines
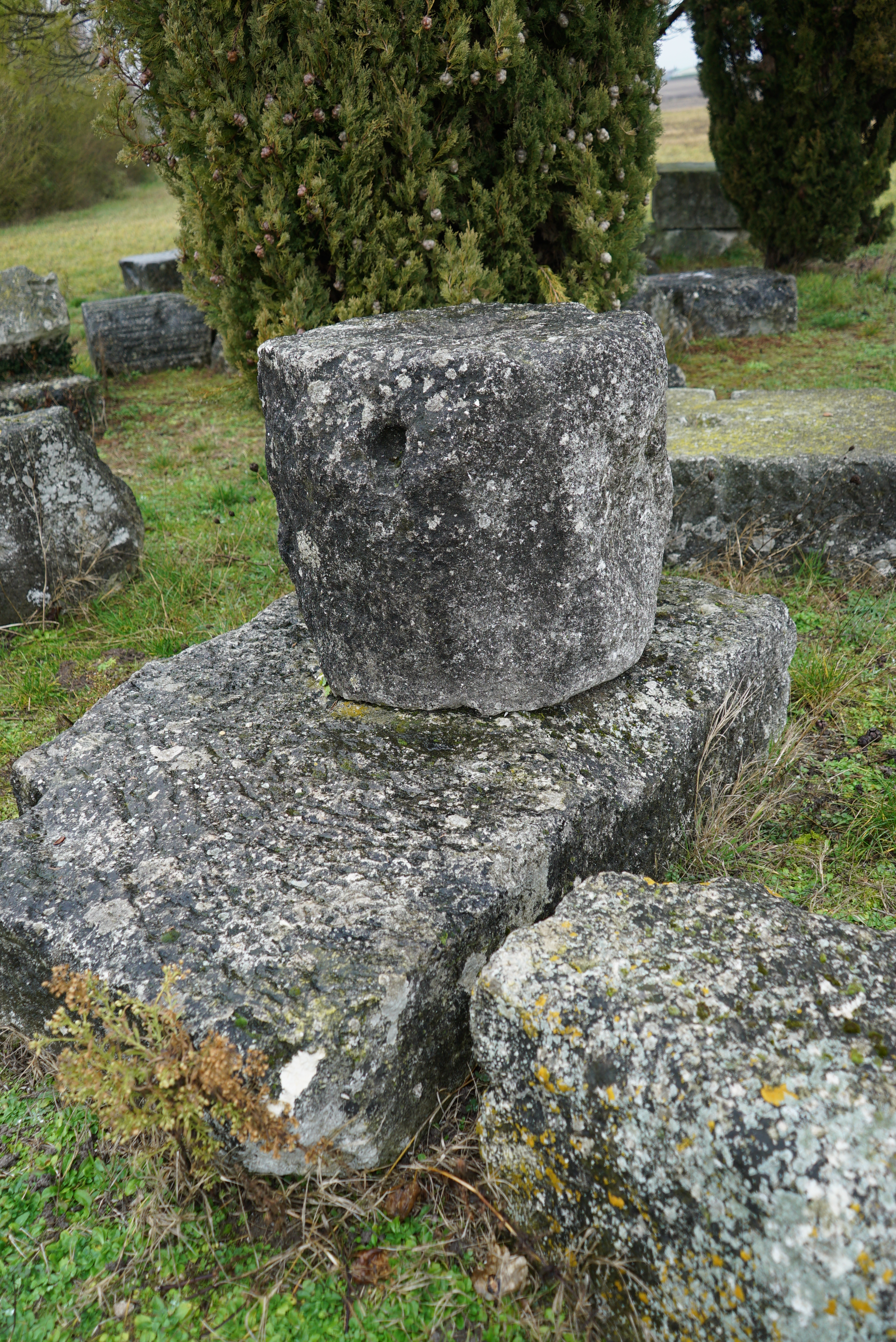
Détail

## Fouilles archéologiques
Les fouilles de 1999 ont révélé la structure d'un théâtre romain de taille moyenne, avec sa cavea et ses vomitoria, mais aussi l'existence antérieure d'un ensemble protohistorique, avec un temple et des fossés funéraires indiquant un rituel d'incinération.

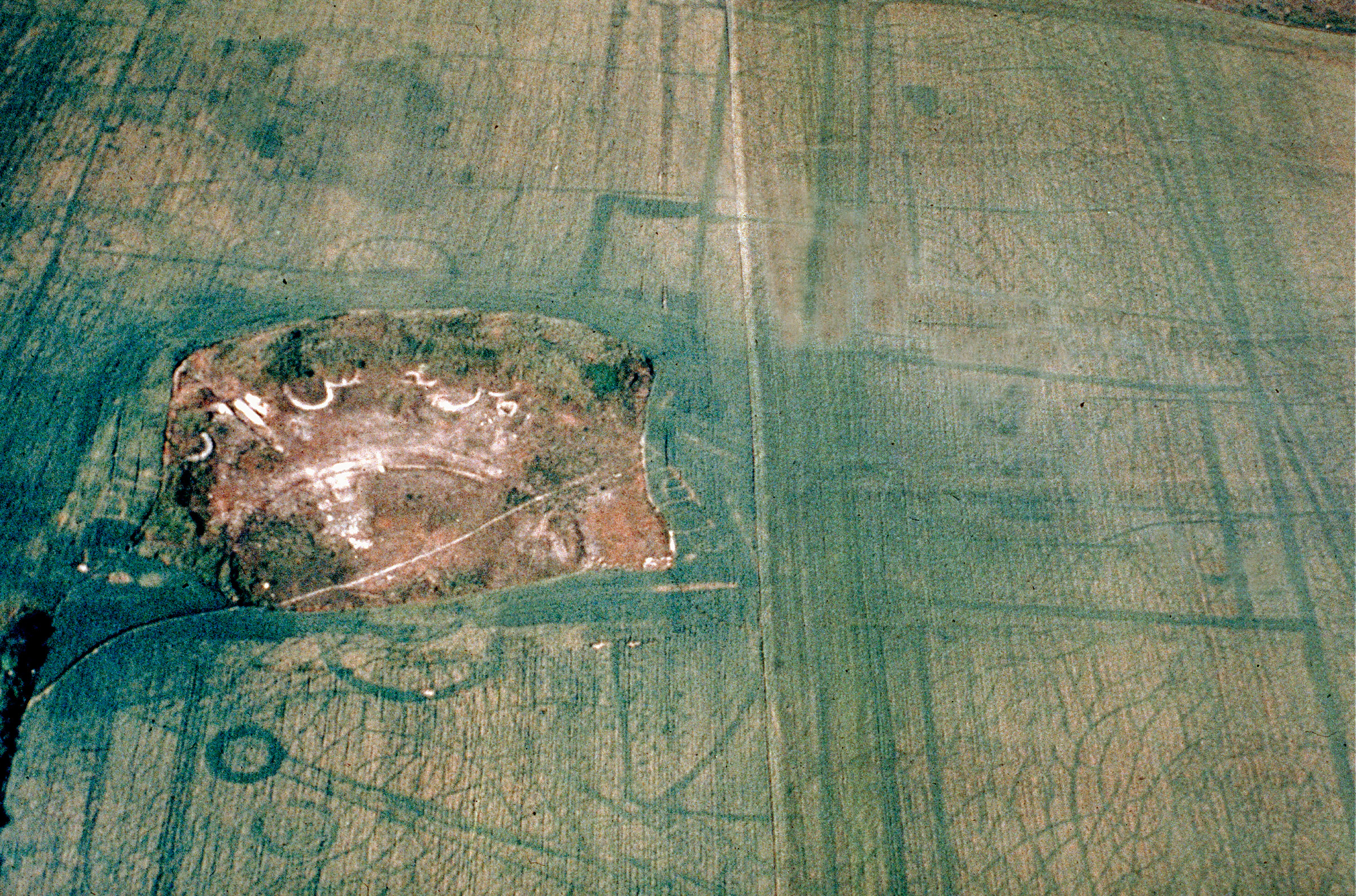
Vue aérienne du site de Thénac en 2006, révélant les structures autour du théâtre.